# أكسيد هيدروكسيد الحديد الثلاثي
 أكسيد هيدروكسيد الحديد الثلاثي مركب كيميائي له الصيغة (FeO(OH ، ويكون على شكل مسحوق أصفر لا بلوري. الهيدرات الأحادية (FeO(OH)·H2O) من هذا المركب تمثل هيدروكسيد الحديد الثلاثي (Fe(OH)3).

## الخواص
- لا ينحل أكسيد هيدروكسيد الحديد في الماء، مثله مثل باقي أكاسيد الحديد الأخرى. لكنه بالمقابل ينحل في الأحماض، إلا أنه لا ينحل في القلويات في الدرجات العادية من الحرارة.
- يتفكك أكسيد هيدروكسيد الحديد الثلاثي بالتسخين إلى أكسيد الحديد الثلاثي من النمط ألفا.

## الوفرة الطبيعية والتحضير
يوجد أكسيد هيدروكسيد الحديد طبيعياً في معدن الغوثيت Goethite وفي معدن الليبيكروسيت Lepidocrocite.
يحضر أكسيد هيدروكسيد الحديد الثلاثي من أثر أيون الهيدروكسيد على محاليل أملاح الحديد الثلاثي.

## الاستخدامات
- يستعمل أكسيد هيدروكسيد الحديد كخضاب أصفر Pigment Yellow 42 or C.I. 77492، ويدخل أحياناً ضمن مستحضرات التجميل.